# ASD Cecina
ASD Cecina is een Italiaanse voetbalclub uit Cecina die in de Serie D/E speelt. De club werd opgericht in 1924. De officiële clubkleuren zijn rood en blauw.